# 太平洋鰻鱗鱈
太平洋鰻鱗鱈為輻鰭魚綱鱈形目南極鱈科的其中一種，分布於南太平洋的太平洋南極海脊，棲息深度200-450公尺，為深海魚類，體長可達39公分，可做為食用魚。

## 擴展閱讀
維基物種上的相關：太平洋鰻鱗鱈